# Anoplocephalidae
Anoplocephalidae è una famiglia di cestodi dell'ordine Cyclophyllidea.
Comprende parassiti dei primati, esseri umani compresi (genere Bertiella), dei ruminanti (genere Moniezia), degli equini.